# نچرال بریج (نیویورک)
نچرال بریج (به انگلیسی: Natural Bridge) یک منطقهٔ مسکونی در ایالات متحده آمریکا است که در نیویورک واقع شده‌است. نچرال بریج ۳٫۶ کیلومتر مربع مساحت و ۳۶۵ نفر جمعیت دارد و ۲۴۹ متر بالاتر از سطح دریا واقع شده‌است.